# Crkva sv. Ivana Krstitelja u Otinovcima
Crkva sv. Ivana Krstitelja u Otinovcima, općina Kupres, Bosna i Hercegovina, je skoro jedinstven primjer da su na istom mjestu podignute četiri crkve iz različitih perioda. Ostaci ranijih crkava iz V., XV. i XIX. stoljeća, proglašeni su nacionalnim spomenikom BiH.
Godine 1887. fra Vladimir Dolić otkopao je ruševine starijih građevina na istaknutom proplanku iznad sela, na oranicama Lanišća, položaju koji od tada nazivaju i Crkvinom.  Prepoznavši ostatke ranokršćanske bazilike i kasnosrednjovjekovne crkve odlučio je podići novo svetište. Nakon posljednjeg rata 1992.-1995., uoči planirane gradnje nove (četvrte) crkve, pristupilo se arheološkim iskopavanjima bez značajnijih rezultata. Iskopavajući tokom ljeta 1998. godine unutar zidova i uz temelje, nesmotreno su oštećeni ostaci ožbukanih podnica ranokršćanskih prostorija. Djelomično su zaštićeni obnovljeni ostaci građevina i uređeni kao arheološki park na otvorenom.

### Ranokršćanska bazilika
Bazilika na sjevernoj strani nalazišta, prema tumačenju prvog istraživača, fra Vladimira Dolića, imala je prostraniji srednji i dva bočna broda (trobrodna bazilika) jednakih širina, ukupno 14,5 x 24,5 m. Unutra su nađene grobnice na svod. Ovdje je uz ostatke crkve otkriveno nekoliko epigrafskih nalaza. Građevina je dosta nastradala u požaru, ako ne i potpuno uništena. Datira se u V. ili VI. stoljeće.

### Crkva sv. Trojstva
Srednjovjekovna zavjetna crkva sv. Trojstva (tada su se Otinovci zvali Vrila), podignuta je na temeljima bazilike (tada se to nije znalo). Crkvu je podigla bosanska kraljica Katarina Kosača-Kotromanić. Tadašnji papa Nikola V. dao je potpuni oprost svim hodočasnicima koji hodočaste u nju. Tradicija traje do danas, kada 18. lipnja počinje šestodnevni spomen na papu Nikolu V, njegovo pismo i kraljicu Katarinu. Ta crkva je porušena u vremenu nakon pada Bosne pod Osmansku upravu.

### Crkva sv. Ivana Krstitelja
Nakon što je Kupres početkom XIX. stoljeća postao župa, 1855. je tadašnji župnik fra Mijo Kutleša podigao drvenu crkvicu posvećenu Uznesenju Blažene Djevice Marije, koja je brzo propala.
Crkva Sv. Ivana je sagrađena 1889. godine na temeljima ranijih crkvi. Izmaknuta je prema sjeveru u odnosu na stariju građevinu za polovinu svoje širine. Objedinivši nekadašnju baziliku i predvorje, podignuta je prostranija crkva jedinstvene unutrašnjosti, koja je do razaranja 1994. godine više puta obnavljana. Najvažnije dorade bile su dogradnja zvonika na ulazu, sakristije uz sjevernu stranu pravokutne niše i drvenog kora čiji su nosivi stupovi počivali na pravcu pružanja temelja pročelja ranokršćanske bazilike. Tom prilikom ostaci ranijih crkvi su djelomično razoreni, te zatrpani.
Najnovija, četvrta crkva je mala i jednostavna. Iznutra je dovršena, sa slikama Milosrdnog Isusa, Kraljice Katarine i Križnog puta. Planira se njeno proširenje.

## Vanjske poveznice
- Otinovci